# Hannibal Hamlin
Hannibal Hamlin (n. 27 august 1809 - d. 4 iulie 1891) a fost un politician american, Vicepreședinte al Statelor Unite ale Americii între 1861 și 1865.